# Michał Kotlorz
Michał Kotlorz (ur. 12 maja 1987 w Katowicach) – polski hokeista, reprezentant Polski.

## Kariera
- SMS I Sosnowiec (2004-2006)
- Naprzód Janów (2006-2007)
- GKS Tychy (2007-2022)
- Zagłębie Sosnowiec (2022-)

Absolwent NLO SMS PZHL Sosnowiec z 2006. Od 2007 zawodnik GKS Tychy. W sierpniu 2017 przedłużył kontrakt o rok. Po sezonie 2021/2022 zakończył karierę. W czerwcu 2022 został zaangażowany do drużyny Zagłębia Sosnowiec. Przed sezonem 2023/2024 wybrany tam kapitanem.

## Sukcesy
Reprezentacyjne
- Awans do mistrzostw świata Dywizji I Grupy A: 2014

Klubowe
- Srebrny medal mistrzostw Polski: 2008, 2009, 2011, 2014, 2016, 2017 z GKS Tychy
- Brązowy medal mistrzostw Polski: 2010, 2013, 2021 z GKS Tychy
- Puchar Polski: 2007, 2008, 2009, 2014, 2016, 2017 z GKS Tychy
- Złoty medal mistrzostw Polski: 2015, 2018, 2019, 2020[8] z GKS Tychy
- Superpuchar Polski: 2015, 2018, 2019 z GKS Tychy
- Trzecie miejsce w Superfinale Pucharu Kontynentalnego: 2016 z GKS Tychy
- Finał Superpucharu Polski: 2017 z GKS Tychy

Indywidualne
- Polska Hokej Liga (2014/2015):
  - Drugie miejsce w klasyfikacji asystentów wśród obrońców w sezonie zasadniczym: 21 asyst
  - Czwarte miejsce w klasyfikacji asystentów wśród obrońców w sezonie zasadniczym: 25 punktów